# Coust
Coust – miejscowość i gmina we Francji, w Regionie Centralnym, w departamencie Cher.
Według danych na rok 1990 gminę zamieszkiwało 506 osób, a gęstość zaludnienia wynosiła 23 osoby/km² (wśród 1842 gmin Regionu Centralnego Coust plasuje się na 680. miejscu pod względem liczby ludności, natomiast pod względem powierzchni na miejscu 591.).